# Neferu II
Neferu II (Nfr.w, "perfecció", "bellesa") fou una reina d'Egipte de la dinastia XI. Era filla d'Antef III, i germanastra de Mentuhotep I amb el que es va casar però si van tenir fills no van assolir la successió que va correspondre al fill d'un altra reina.
A Neferu se la coneix gràcies sobretot a la seva tomba (la TT319) de Deir el-Bahari. La tomba es va trobar molt malmesa, però la cambra sepulcral decorada s'havia conservat prou bé i s'hi van trobar molts fragments dels relleus de la capella de la tomba. Els seus títols principals eren els d'Esposa del Rei i Filla del Rei. Les inscripcions de la tomba esmenten que era filla d'una dona que es deia Iah, molt probablement la mare del rei Mentuhotep II. Per tant, Neferu era la seva germana. Se sap que Mentuhotep II era el fill del rei Antef III que molt probablement fou el pare també de Neferu.